# Jean Clédat
Pour les articles homonymes, voir Clédat (homonymie).
Jean Clédat, né à Périgueux le 7 mai 1871 et mort le 29 juillet 1943, est un égyptologue, archéologue et philologue français. Il a été pensionnaire de l'Institut français d'archéologie orientale.

## Biographie
Grâce au programme archéologique audacieux insufflé par Gaston Maspero, chef du Service des antiquités égyptiennes, Jean Clédat est envoyé en prospection à la recherche des monuments chrétiens d'Égypte.
Entre 1901 et 1905, il met au jour le monastère de Baouit, fondé au IVe siècle ; cette découverte fut une révélation de l'art copte.
Outre les fouilles à Baouit, il participe ou est responsable de nombreux et prestigieux chantiers archéologiques en Égypte : Deir Abou Hennis, le monastère de Saint-Siméon d'Assouan, Assiout, Akhmîm, Sohag, Louxor, Éléphantine, Tell el-Herr, Tell el-Maskhouta, Mahemdiah et El Qantara.
Dans la seconde moitié de l'année 1904, le prince Auguste d’Arenberg, au nom du Conseil d’administration de la Compagnie Universelle du Canal Maritime de Suez, engage Jean Clédat, en qualité de directeur des fouilles archéologiques de la Compagnie du canal de Suez.
Dessinateur de talent, il publie régulièrement ses travaux, laissant à la postérité de nombreux et très précieux carnets de fouilles encore à l'étude aujourd'hui. Ses archives, généreusement données au Musée du Louvre par sa fille, constituent une acquisition de toute première importance pour les collections du département des antiquités égyptiennes.
Une rue porte son nom dans sa ville natale.